# زهرا شیدایی
زهرا شیدایی (متولد ۱۷ تیر ۱۳۷۸) تکواندوکار ایرانی اهل شهرستان جویبار است. او در اولین دوره از مسابقات آزاد قهرمانی تکواندوی زنان جهان در ریاض به مدال طلا دست یافت.

## مسابقات ریاض
شیدایی در وزن ۵۷- کیلوگرم با برتری بر «النا میرونیوک»، «نیکیتا گلاسنویچ» از کرواسی، «النا کریویچنکو» از روسیه و «آلیاه پاول» از انگلستان راهی مبارزه نهایی شد. در روز پایانی این مسابقات که به میزبانی عربستان در ریاض جریان داشت، زهرا شیدایی در مبارزه فینال به مصاف «مارگاریتا بلیزنیاکووا» از روسیه رفت و پس از تساوی ۱۱ بر ۱۱ در پایان راند سوم، با امتیاز طلایی پیروز شد و به نشان طلا دست یافت.